# Valle Sacta
Valle Sacta es una localidad boliviana perteneciente al municipio de Puerto Villarroel, ubicado en la provincia de Carrasco del Departamento de Cochabamba. En cuanto a distancia, Valle Sacta se encuentra a 230 km de la ciudad de Cochabamba y a 240 km de Santa Cruz de la Sierra. La localidad forma parte de la Ruta Nacional 4 de Bolivia. 
Según el último censo de 2012 realizado por el Instituto Nacional de Estadística de Bolivia (INE), la localidad cuenta con una población de 5099 habitantes y está situada a 209 metros sobre el nivel del mar.

## Demografía
| Año  | Población | Fuente                  |
| ---- | --------- | ----------------------- |
| 1992 | 1000      | Censo boliviano de 1992 |
| 2001 | 2500      | Censo boliviano de 2001 |
| 2012 | 5099      | Censo boliviano de 2012 |